# Liste von Leuchttürmen in Bulgarien
Die Liste von Leuchttürmen in Bulgarien enthält aktive und historische Leuchtfeuer. Die Liste zeigt die Objekte von Nord nach Süd.

## Liste
| Leuchtturm bulgarisch фар | Leuchtturm bulgarisch фар | Leuchtturm bulgarisch фар | Ort, Region              | Koordinaten                      | Baujahr/e     | Höhe in m | Höhe in m | Kennung∡°       | Reichweite    | UKHO # NGA # ARLHS #             |         |
| Leuchtturm bulgarisch фар | Leuchtturm bulgarisch фар | Leuchtturm bulgarisch фар | Ort, Region              | Koordinaten                      | Baujahr/e     | Bau       | Feuer     | Kennung∡°       | Reichweite    | UKHO # NGA # ARLHS #             |         |
| ------------------------- | ------------------------- | --- | ------------------------ | -------------------------------- | ------------- | --------- | --------- | --------------- | ------------- | -------------------------------- | ------- |
| Schabla                   | Schabla                   | | Shabla, Oblast Dobritsch | 43° 32′ 30″ N, 28° 36′ 30″ O     | 1786, 1856    | 32        | 36        | Fl.(3)W.20s     | 17 sm (31 km) | N 5016 17660 BUL-017             | [ A 1 ] |
| Kaliakra                  | Kaliakra                  | | Kap Kaliakra, Dobrudscha | 43° 21′ 43,4″ N, 28° 27′ 55,8″ O | 1866, 1901    | 10        | 68        | Fl.W.5s         | 17 sm (31 km) | N 5012 17656 BUL-016             |         |
| Ekrene                    | Ekrene                    | Bild gesucht Die Wikipedia wünscht sich an dieser Stelle ein Bild vom hier behandelten Ort. Falls du dabei helfen möchtest, erklärt die Anleitung , wie das geht. BW |                          | 43° 19′ 27,3″ N, 28° 3′ 2,5″ O   | 1961          | 15        | 94        |                 | 20 sm (37 km) | –2008 · N 5009 · 17644 · BUL-015 | [ A 2 ] |
| Euxinograd                | Euxinograd                | | Euxinograd               | 43° 12′ 59,8″ N, 27° 59′ 12,5″ O | 1911          | 19        | 16        | F.R.            | 6 sm (11 km)  | N 5008.50 17640 BUL-006          |         |
| Warna Hafen               | Warna Hafen               | | Warna                    | 43° 11′ 29″ N, 27° 55′ 34″ O     | 1903, 1986    | 12        | 17        | Fl.W.10s        | 10 sm (19 km) | N 5004 17628                     |         |
| Galata                    | alt                       | | Kap Galata, Oblast Warna | 43° 10′ 18,2″ N, 27° 56′ 45″ O   | 1913          |           |           |                 |               | –1987                            | [ A 3 ] |
| Galata                    | neu                       | | Kap Galata, Oblast Warna | 43° 10′ 15,6″ N, 27° 56′ 43,4″ O | 1987          | 22        | 23        | Fl.(3)W.15s     | 26 sm (48 km) | N 5000 17624                     |         |
| Sweti Atanas              | Sweti Atanas              | | Sweta Anastasia, Byala   | 42° 51′ 16,2″ N, 27° 54′ 7,6″ O  | 1914, 1932    | 12        | 22        |                 | 12 sm (22 km) | –2015 · N 4998 · 17616 · BUL-004 |         |
| Emine                     | Emine                     | | Kap Emine                | 42° 42′ 0″ N, 27° 54′ 1″ O       | 15. Dez. 1880 | 9         | 64        | Fl.W.6s         | 20 sm (37 km) | N 4996 17612                     |         |
| Achtopol                  | Achtopol                  | | Achtopol Oblast Burgas   | 42° 6′ N, 27° 57′ O              | 1932          | 11        | 15        | Q.(6)+L.Fl.W.5s | 5 sm (9 km)   | N 4968 17540 BUL-001             |         |
| Burgas                    | Burgas                    | | Burgas Oblast Burgas     | 42° 29′ N, 27° 29′ O             | 1899          |           |           |                 | 14 sm (26 km) | BUL-002                          |         |

Anmerkungen
 gelöscht
1. ↑  Die Station wurde 1786 vom Osmanischen Reich gegründet. Der heutige Turm wurde 1856 erbaut und ist Bulgariens ältester und höchster Leuchtturm.
2. ↑  1961. Seit 2005 inaktiv und 2012 abgerissen. Quadratischer, weißer Mauerwerksturm mit Laterne und Galerie, der sich von dem 1-stöckigen Wärterhause erhebt.
3. ↑  Während des Ersten Weltkriegs wurde der 1913 gebaute Leuchtturm vom russischen Schlachtschiff Imperatriza Marija beschossen und beschädigt. Danach wurde er repariert. Er wurde 1987 durch ein modernes Leuchtfeuer ersetzt.